# 河村綾奈
河村 綾奈（かわむら あやな、1992年2月8日 - ）は、フリーアナウンサー、ラジオパーソナリティ。元中国放送（RCC）アナウンサー。広島県広島市出身。2024年3月から株式会社トータテホールディングス スマイル広報部長。

## 来歴
広島県広島市東区出身。広島市立牛田中学校、広島市立舟入高等学校、広島大学法学部法律学科卒業。中学時代はバレーボール部、高校時代は箏曲部に所属していた。「詳しいことは言えないが」、近隣の広島県立広島観音高等学校は「思い出の場所」。学生時代は法曹界を志していた。卒業旅行には就職活動で知り合った豊嶋啓亮（福島テレビアナウンサー、元中国放送アナウンサー）らとバルセロナを訪れた。
2014年、中国放送に入社した。同期入社のアナウンサーは中根夕希である。中国放送での女性アナウンサーの同時複数人採用は、1999年の荒舩美栄、吉田千尋の入社時以来である。
2019年1月、運転免許を取得。岩国市のいろり山賊玖珂店までドライブにでかけた。
2019年4月から、『イマなまっ!』MC（当初は月 - 金曜の前半部及び水曜後半にあるコーナー、2022年以降は月・火曜の全編と水曜後半のコーナー担当）に就任した。
2023年8月17日、2023年9月末をもって全ての番組を卒業し、中国放送を2024年2月末で退社することを発表した。発表通り、同年9月29日をもって最後まで担当していた『ごぜん様さま』と『イマナマ!』を最後に全ての番組を卒業した。
2024年2月29日に中国放送を退社し、翌3月1日からフリーアナウンサーとして活動を開始した。
2024年5月17日に、広島東洋カープの2軍打撃コーチ・新井良太と結婚したことを双方のSNSで報告した。同年12月、結婚式を挙げた。
2024年7月31日、広島東洋カープ対横浜DeNAベイスターズ戦（マツダスタジアム）で始球式を務めた。

## 人物
山口県の周防大島に住む父方の祖父母がアナウンサーの仕事に興味を持つきっかけをくれた。小学生の頃、祖父母の家でテレビを見ていたらすてきな女性キャスターが映っていて「私もなりたいな」と言ったら、2人が「そりゃあいい!」と黒いステージマイクを買ってきてくれた。それがアナウンサーを目指した原点である。
趣味は、愛用のカメラを持ち散歩をすること、スポーツ観戦、カフェめぐり、筝曲、神楽を観ること。餃子好き。
海外旅行に出かけ、ドイツ、フィンランド、エストニア、ベトナムを訪れている。
同期の中根夕希と仲が良く旅行に出かけたりすることが多い。
河村はパーソナリティを務めるラジオ番組『平成ラヂオバラエティごぜん様さま』のコーナー「ごぜん様クイズ」で自身に関する問題を毎週出題しているが、その問題の難解さや不可解さについて、TBSラジオ『JUNK・爆笑問題カーボーイ』で「河村ちゃんクイズ」と称して話題にされることが恒例になっている。

## 現在の出演

### CM
- トータテ（2024年3月 - ）
- フィットネスジム Vace1（2024年3月 - ）
- フレスタ（2024年4月 - ）
  - フレスタスマイルネット
  - フレスタアプリ 〜イケてる篇〜
  - フレスタアプリ 〜イケてない篇〜
  - エブリデイフレスタ
- 宮島 北大路魯山人美術館
- 花王 ALBLANC ザ ファーストエッセンス（2025年）

### ホームページ
- フィットネスジム Vace1 （2024年3月 - ）
- 広島中央自動車学校（2024年12月 - ）

## 過去の出演

### ラジオ
- 広島特産ラジオ カワムラシゲキアワー（2024年5月6日、広島FM）
- 中四国ライブネット「広島発 Happy Birthday 広島大学 ”創立75＋75周年！”」（2024年11月10日、中国放送制作）

### CM
- 広島大学創立75+75周年記念CM（2024年4月）

### イベント
- 広島ガス ガス展2024（2024年11月16日・17日、広島グリーンアリーナ）トークナビゲーター

## 中国放送時代の出演

### テレビ
- RCCニュース6（2014年10月 - 2019年3月）
  - 2014年10月 - 2016年3月 サブキャスター
  - 2016年4月 - 2019年3月 水・木・金曜MC
- ミマせん?（2014年10月 - 2016年3月）
- それ行け!カープマン（2017年8月26日 - 9月16日、全4回、毎週土曜 9時25分 - 9時30分） ナレーション（ピンクの鯉 役）
  - 第1回　63 西川龍馬 選手（2017年8月26日）
  - 第2回　19 野村祐輔 投手（2017年9月2日）
  - 第3回　37 野間峻祥 選手（2017年9月9日）
  - 第4回　14 大瀬良大地 投手（2017年9月16日）
- Veryカープ!祝!カープ連覇V8（2017年9月18日深夜） 神戸で一柳信行、山崎隆造（カープOB）とともにカープ選手インタビュー
- 激突!与野党大決戦 選挙スタジアム2017（2017年10月22日） 広島ローカルパートMC
- Veryカープ!安仁屋倶楽部（2017年7月5日 - 2017年10月25日、全16話） ナレーション
- 元就。ひろしまフードフェスティバルの陣 ～日本一のうまいもんメシとったり!（2017年10月28日） 町娘（生中継リポーター）役
- Veryカープ!安仁屋倶楽部 色んなカープファンに密着したらいい話になっちゃったSP（2017年12月10日、RCCテレビ） 司会およびナレーション
- 2018 ひろしまフラワーフェスティバル　花の総合パレード（2018年5月3日）MC
- 街頭TV 出没!ひな壇団（2018年5月12日・5月19日）
- 日本のチカラ #204「広島発!幸せを呼ぶ情熱のチンゲンサイ!」（2020年1月26日 / 中国放送制作[15]）ナレーション
- 広島平和記念式典　被爆78年核なき平和への祈り（2023年8月6日）リポーター
- 少女たちの公式 -遠き人へのメッセージ-（2023年8月6日）
- イマナマ! コーナーナレーション・リポーター（ - 2019年3月29日）→MC（2019年4月1日 - 2023年9月29日、2020年12月20日までは『イマなまっ!』）
  - 毎週月曜コーナー「近藤夏子のカンパイ! 広島 たちまち旅」ナレーション
  - 毎週月曜コーナー「カンパイ!広島 3チャンB組コンナツ先生」ナレーション
  - 毎週金曜コーナー「ウィークリーセレクション」ナレーション
  - 毎週水曜コーナー「原晋の県人ことば駅伝」初代キャプテン
  - 2018年10月31日 - 代理MC（泉水はる佳が日本シリーズで福岡出張のため代打）。楽うまクッキングも担当[16]
- 野々村真の広島!魅力発見　毎週土曜　21:54 - 22:00　ナレーション

### ラジオ
- RCC NEWS（シフト勤務）
- 平成ラヂオバラエティごぜん様さま（2014年10月1日 - 2023年9月29日）
  - 2014年10月1日 - 2019年3月26日 火曜パーソナリティー

2019年4月4日 - 2023年9月29日 木曜・金曜パーソナリティー
- 爆笑問題の日曜サンデー（2017年2月19日、TBSラジオ）- 泉水はる佳、中根夕希と出演。
- JUNK・爆笑問題カーボーイ（2017年2月21日、TBSラジオ） - 特別企画「冬の〇〇ちゃんクイズ祭り」事前収録での出題ゲスト
- 中四国8局ネット 中四国ライブネット 広島発・時代に挑戦した男・平清盛（2018年1月21日）
- マツダミュージックドライブ（2016年4月2日 - 2019年3月） 毎週土曜12:00 - 12:30　ナビゲーター
- RadiPrism 毎週木曜　コーナー担当
- 小林克也のNo.1 RADIO（2018年9月30日）日曜10:00 - 13:55　アシスタント
- 本名正憲のおはようラジオ（2021年4月30日）イベント説明のため急遽出演
- 広島の声〜私が今　伝えたいこと〜（2023年5月15日 - 5月18日）14:50 - 15:00
- 被爆78年特別番組 少女たちの公式〜声なき声をたずねて〜（2023年8月6日）13:00 - 13:50

### イベント
- 第九ひろしま（2014年 - 2022年、広島サンプラザホール）司会
- 広島大学法学部移転記念式典（2023年4月16日、広島大学 東千田キャンパス）司会

## 映画
- 孤狼の血 LEVEL2（2021年、東映） - ナース

## その他
- 夢をつなぐ。イマナマ!女子駅伝部オリジナルタオル（2023年10月）撮影